# Exysma parvula
Exysma parvula is een keversoort uit de familie zwamkevers (Endomychidae). De wetenschappelijke naam van de soort werd in 1891 gepubliceerd door Henry Stephen Gorham.